# Jasmine James
Jasmine James (Londres, 27 de septiembre de 1990) es una actriz pornográfica británica.

## Biografía
Nacida en la ciudad de Londres, en el Reino Unido, Jasmine James, cuyo nombre de pila es Amber Marie Lane. Se inició como actriz porno con 22 años en 2012, retirándose de la industria seis años más tarde, en 2018. Llegó a rodar más de 80 películas como actriz para las principales productoras del sector.